# Bread (1924)
Bread is een Amerikaanse dramafilm uit 1924 onder regie van Victor Schertzinger. De film is wellicht zoekgeraakt.

## Verhaal
De zussen Alice en Jeanette Sturgis willen hun arme, alleenstaande moeder ontzien. Alice doet dat door te trouwen en zelf een gezin te stichten. Jeanette gaat aan de slag als stenografe. Later trouwt ze met een verkoper om een schandaal te voorkomen. Jeanette is al snel ontgoocheld over haar huwelijk en ze verlaat haar echtgenoot. Drie jaar later keert ze terug naar hem, omdat ze ook een gezin wil stichten.

## Rolverdeling
| Acteur           | Personage        |
| ---------------- | ---------------- |
| Mae Busch        | Jeanette Sturgis |
| Robert Frazer    | Martin Devlin    |
| Pat O'Malley     | Roy Beardsley    |
| Wanda Hawley     | Alice Sturgis    |
| Eugenie Besserer | Mevrouw Sturgis  |
| Hobart Bosworth  | Mijnheer Corey   |
| Myrtle Stedman   | Mevrouw Corey    |
| Ward Crane       | Gerald Kenyon    |
| Raymond Lee      | Ralph Beardsley  |